# Der gute König
Der gute König (Alternativtitel: König Wenceslas; Originaltitel: Good King Wenceslas) ist ein US-amerikanisches Filmdrama aus dem Jahr 1994. Regie führte Michael Tuchner, das Drehbuch schrieb James Andrew Hall.

## Handlung
Die Handlung spielt im frühen Mittelalter in Böhmen. Der Prinz Wenceslas ist von den Lehren seiner christlichen Großmutter beeindruckt. Er gilt als gutmütig und am Schicksal der Bevölkerung interessiert. Seine Stiefmutter will ihn töten lassen, damit ihr leiblicher Sohn, der Stiefbruder Wenceslas', die Krone übernimmt. Die Unterstützung der Untertanen hilft Wenceslas, die Gefahr zu überstehen.

## Kritiken
Film-Dienst schrieb, Der gute König sei ein „märchenhafter Kostümfilm über den Schutzpatron Böhmens“.
Die Zeitschrift Cinema schrieb, der Film sei „öde“.

## Auszeichnungen
Jonathan Brandis wurde im Jahr 1995 für den Young Artist Award nominiert.

## Hintergründe
Der Film wurde in Tschechien und in England gedreht. Die Premiere in den Vereinigten Staaten fand am 26. November 1994 statt. Es war der letzte Film von Oscarpreisträgerin Joan Fontaine, die sich anschließend aus dem Schauspielgeschäft zurückzog.